# Leptopelis xenodactylus
Leptopelis xenodactylus är en groddjursart som beskrevs av John C. Poynton 1963. Leptopelis xenodactylus ingår i släktet Leptopelis och familjen Arthroleptidae. IUCN kategoriserar arten globalt som starkt hotad. Inga underarter finns listade i Catalogue of Life.